# 大阪薬科大学附属薬局
大阪薬科大学附属薬局（おおさかやっかだいがくふぞくやっきょく）は、大阪府高槻市にある大阪薬科大学の付属施設である。

## 沿革
- 1999年11月1日 - 開局。

## 業務
調剤薬局として、主に近隣に立地する大阪医科大学附属病院の処方箋を取り扱っているが、一方で薬学生の実習施設としての役割も果たしている。

## 構造
- 1F - 受付、待合い、投薬カウンター
- 2F - 調剤室
- 3F - 会議室

## 場所
大阪府高槻市北園町11-14